# Isanthrene perboscii
Isanthrene perboscii là một loài bướm đêm thuộc phân họ Arctiinae, họ Erebidae.